# Titanilla Eisenhart
Titanilla Eisenhart, eigentlich Titanilla von Eisenhart-Rothe, geborene Kraus (* 27. Mai 1961 in Wien) ist eine freischaffende österreichische Künstlerin im Bereich Malerei, Zeichnung, Objekt und Installation. Sie ist bekannt für ihre großformatigen „Ich“-Bilder und für ihre zumeist in mattschwarz gehaltenen „Hundegemälde“. Ebenso ist sie als Kuratorin und Autorin tätig.

## Leben
Titanilla Eisenhart ist das dritte von vier Kindern  des Künstler-Ehepaars Guenther Kraus und Margarethe Herzele. In ihrer Kindheit entdeckte sie ihre Liebe zu Handwerk und Kunst. Ihr Vater machte sie früh mit den Techniken der Radierung, des Mosaiklegens und der Bildhauerei vertraut.
Sie besuchte eine Schule in Wien, war daneben auch als Model und Schauspielerin tätig. Sie studierte Kunstgeschichte in Rom und später Malerei und Grafik an der Akademie der Bildenden Künste in Wien. Dort erlangte sie einen Abschluss mit Auszeichnung. 
Ab 1980 lehrte sie an der Internationalen Sommerakademie für Bildende Kunst Salzburg als Assistentin von Howard Kanovitz und 1981 bis 1983 an der Wiener Kunstschule. Ihre Werke wurden bei Ausstellungen im In- und Ausland gezeigt.
Titanilla Eisenhart hat drei Kinder und lebt in Wien und in den Kärntner Nockbergen. Dort stellt sie im Alten Mesnerhaus seit 2009 vor allem ihre eigenen Bilder aus und organisiert dort Ausstellungen internationaler Künstler.

## Publikationen
- 100 Dogs. Ritter Verlag, Klagenfurt 2013, ISBN 978-3-85415-497-6.
  - Texte: Titanilla Eisenhart, Stefan Rothleitner, Diethard Leopold, Eva Blimlinger, Wolfgang Pauser, René Quanz.
- Sexy and not sexy. Text: Elisabeth von Samsonow. Revolver Verlag, Frankfurt am Main 2006, ISBN 3-86588-324-9.
- Lebensform Wittgenstein. Passagen Verlag, Wien 2009, ISBN 978-3-85165-895-8.
- New Austrian Spotlight: Österreichische Kunst aus der Sammlung des Bundes. Ankara 2000.
- Der Hieb-Hopper. Ursula Heindl, Wien 1996.
- Erotik in der Kunst. Ewald Arnold, Wien 1986.

## Altes Mesnerhaus Außerteuchen
Ein Ausstellungsort der Künstlerin Titanilla Eisenhart auf 1200 m Seehöhe in den Kärntner Nockbergen. Das Gebäude ist ein mittelalterliches Holzhaus, die Ausstellungen finden jährlich in den Sommermonaten statt. Organisation und Kuratorin: Titanilla Eisenhart.
- 2009: „der WAHRE mittelpunkt (kärntens)“ mit Heiko Bressnik, Gilbert Bretterbauer, Titanilla Eisenhart, Bertram Lerche, Elisabeth Steger, Dominik Steiger, Joep van Lieshout, Elisabeth von Samsonow, Arye Wachsmuth
- 2010: „GK 80“ Gedenkausstellung Günther Kraus zu dessen 80. Geburtstag.
- 2011: „DER HUND! DOGMA!“ mit Titanilla Eisenhart, Elisabeth von Samsonow, Heiko Bressnik, Uwe Bressnik, Richard Klammer, Peter Kröning, Dominik Steiger, Joep van Lieshout
- 2012: „ABSTRAKT & KONKRET“ mit Martin Brausewetter, Titanilla Eisenhart, Ursula Heindl, Margarethe Herzele, Guenther Kraus, Zorka L-Weiß, Helga Philipp, Dominik Steiger, Arye Wachsmuth, Simon Wachsmuth
- 2013: „(harrharr) RITTER EISENHART: MEIN BUCH!“ Ausstellung und Lesung von Titanilla Eisenhart.
- 2014: „DTR – die technische Rundschau“ mit Dorothee Golz, Titanilla Eisenhart, Michael Kienzer, Leo Peschta, Peter Sandbichler, Jakob Scheid, Karl-Heinz Ströhle, Arye Wachsmuth, Joep van Lieshout

## Ausstellungen
- 2013: „auf dünnem Eis“ Stadtmuseum Sankt Pölten, Österreich.[2]
- 2012: „foxy“ Schloß Hollenburg bei Krems, Österreich.
- 2011: „l’arrangement du jour 2“ Kunsthandel Bilka Domgasse Wien 1. Die Ausstellung ist als collagenartige Installation, inklusive einiger Gemälde und Objekte, montiert.
- 2010: „PANG CHIEN!“ Ausstellung und Vortrag.
- 2007: „VILLAGE PEOPLE/tyntyn“ Galerie Village Wien 19 Gemälde und Objekte.
- 2004–2006: „das Grabmal“ Friedhof Feldkirchen in Kärnten. Überlebensgroße Grabsteinplatte aus 4 cm starkem Weißbeton, von Hand gegossenen Glassteinen, Stück Wiese, Hockstein aus Sandstein, geritzt
- 2003: „Familienaufstellung mit Johnny Cash“ Stable Gallery Wien 1.
- 1998: „Ordnung“ Europäisches Design Depot Klagenfurt.
- 1995: „DAMEN“ Haus Wittgenstein Wien 3.
- 1994: „KITCHENDISCONT“ Materialbilder und Objekte. Wien 1
- 1992: „ICH–Bilder“ Haus Wittgenstein Wien 3.
- 1987: „.: the GELBS“ All Yellow Fashion And Art Performance. Ein Pop-Art Projekt im Rahmen der U-Mode in der Hofburg Wien.